# 梅厄河
53°32′8.9″N 8°59′44.0″E / 53.535806°N 8.995556°E

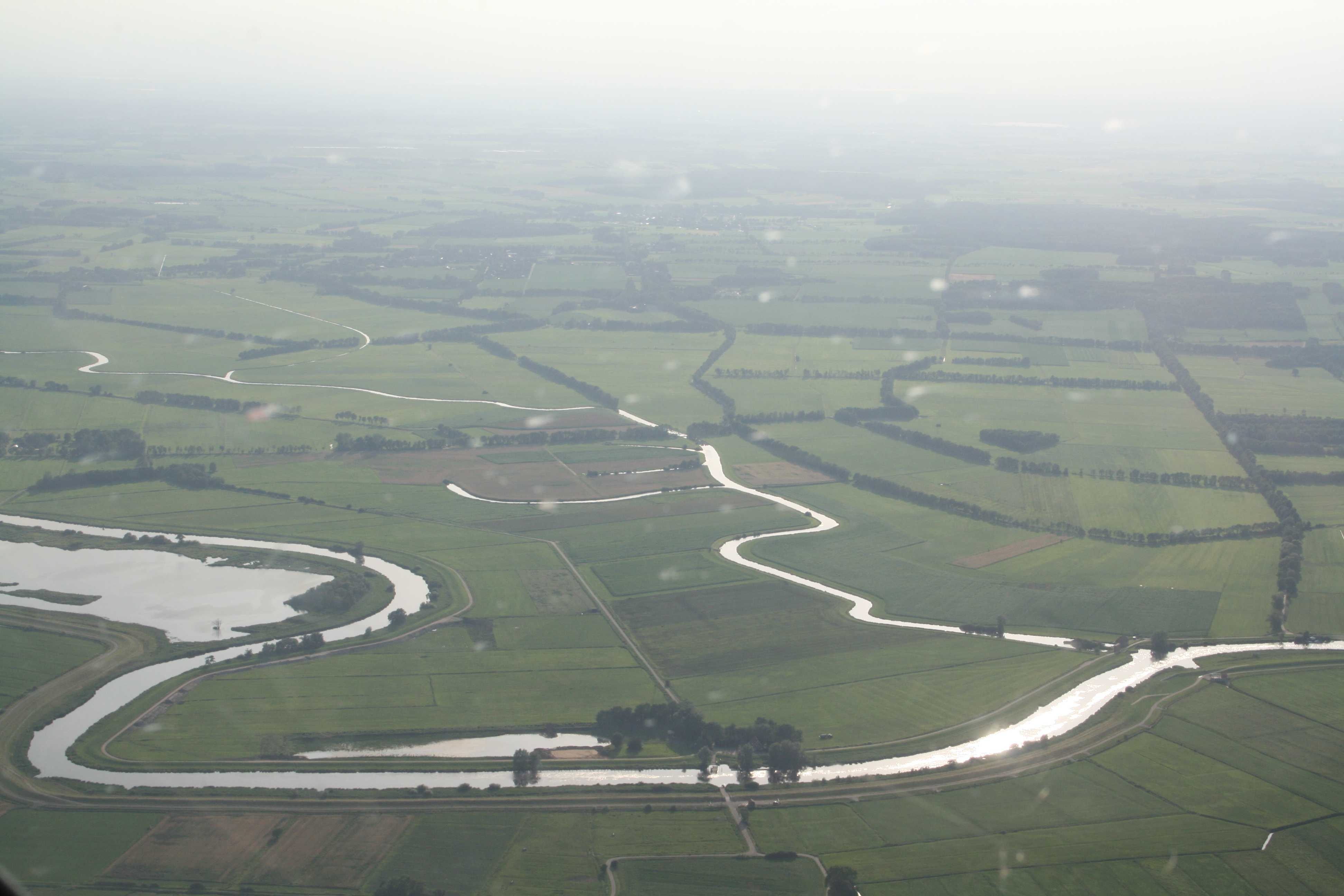
梅厄河

梅厄河（德語：Mehe），是德國的河流，位於該國西北部，由下薩克森州負責管轄，屬於奧斯特河的左支流，河道全長19公里，河口處在克拉嫩堡附近。